# Firebyrd
Firebyrd è un album di Gene Clark, pubblicato dalla Takoma Records nel 1984.

## Tracce
Lato A
1. Tambourine Man – 5:32 (Bob Dylan)
2. Something About You Baby – 2:46 (Andy Kandanes, Gene Clark)
3. Rodeo Rider – 3:56 (Andy Kandanes, Gene Clark)
4. Rain Song – 2:56 (Andy Kandanes, Gene Clark)

Durata totale: 15:10
Lato B
1. Vanessa – 3:03 (Alex Taylor, Thomas Jefferson Kaye)
2. If You Could Read My Mind – 3:46 (Gordon Lightfoot)
3. Feel a Whole Lot Better – 2:42 (Gene Clark)
4. Made for Love – 3:15 (Gene Clark)
5. Blue Raven – 3:14 (Gene Clark)

Durata totale: 16:00

## Musicisti
- Gene Clark - chitarra, voce solista
- Greg Douglas - chitarra solista, chitarra slide
- David Ossie Ahlers - tastiere, sintetizzatore
- Bret Bloomfield - basso
- Andy Kandanes - batteria, accompagnamento vocale
- Herb Pederson - voce, armonie vocali
- Chris Hillman - voce
- Bud Shank - flauto (brano: Blue Raven)[1]